# HD126661
HD126661 — хімічно пекулярна зоря спектрального класу A7, що має  видиму зоряну величину в смузі V приблизно  5,4.
Вона  розташована на відстані близько 286,6 світлових років від Сонця.

## Фізичні характеристики
Зоря HD126661 обертається 
порівняно повільно 
навколо своєї осі. Проєкція її екваторіальної швидкості на промінь зору становить  Vsin(i)= 42км/сек.

## Магнітне поле
Спектр даної зорі вказує на наявність магнітного поля у її зоряній атмосфері.
Напруженість повздовжної компоненти поля оціненої з аналізу
крил ліній Бальмера
становить   32,3±  29,6 Гаус.